# Christiane Weidner

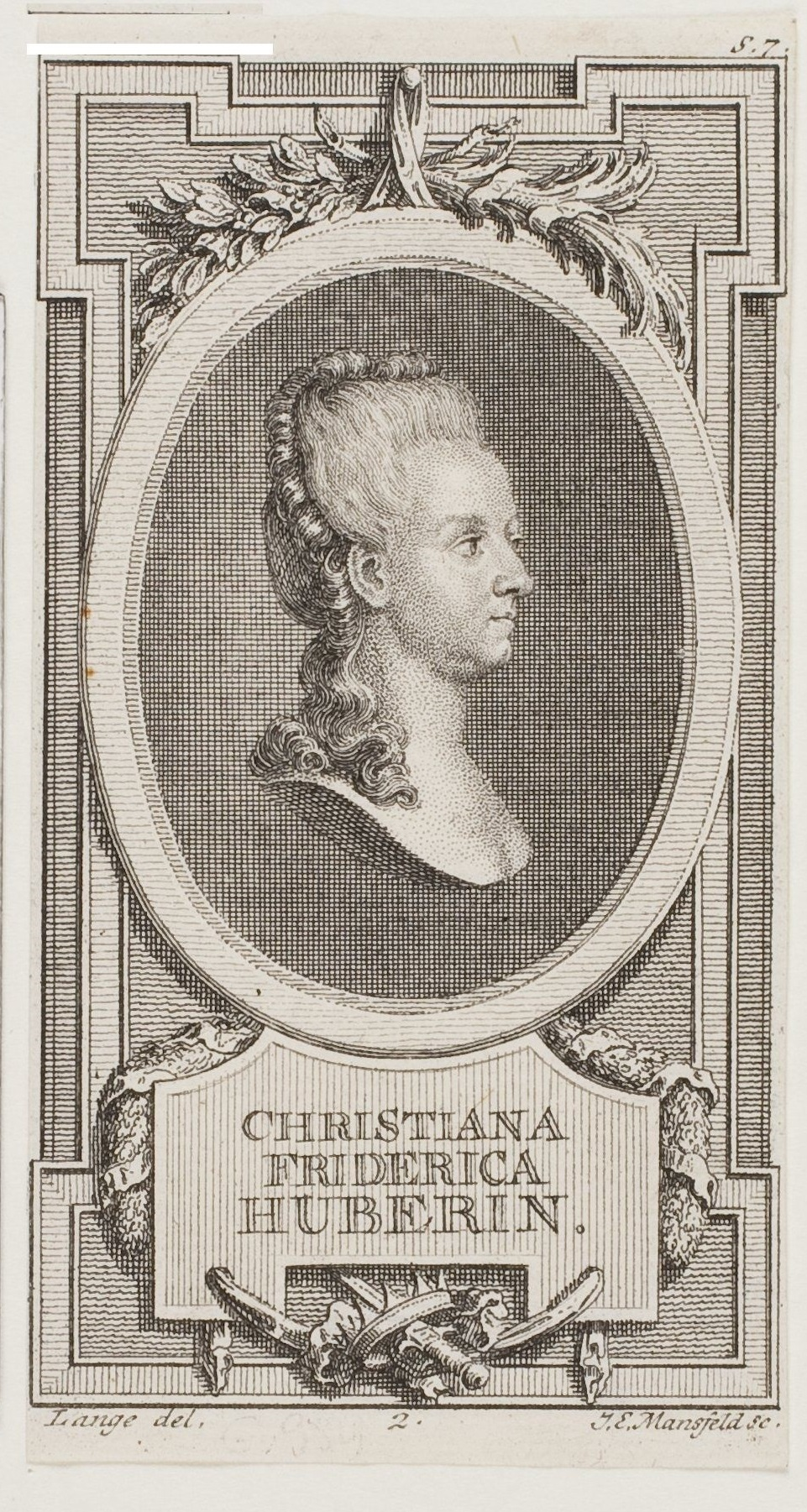
Joseph Lange, Johann Ernst Mansfeld: Christiana Friderica Huberin (vor 1772)

Christiane Friederike Weidner, geborene Lorenz, verheiratete Huber bzw. Weidner, (29. Mai 1730 in Zittau – 14. November 1799 in Wien) war eine deutschsprachige Schauspielerin, ab 1748 bis zu ihrem Tode am Wiener Hofburgtheater engagiert und die erste Doyenne des Ensembles. Sie war mit Gotthold Ephraim Lessing bekannt und bearbeitete auch einige Theaterstücke.

## Leben und Werk
Die „hübsche Demoiselle Lorenz“ war ein Komödiantenkind, „deren Mutter ältere Lustspielpartien vertrat“, so der Doyen der deutschen Literaturgeschichte Erich Schmidt in seinem Lessing-Buch. Die Demoiselle betrat „blutjung die Wiener Bretter [...] und war dann mit den Eltern nordwärts nach Danzig verschlagen worden“. Sie spielte „vorerst in Lisetten- und zweiten Liebhaberinrollen“ in Aufführungen der Neuber’sche Komödiantengesellschaft und der Schönemann'schen Truppe in Leipzig, Dresden und anderen Städten. In Schmidts Buch wird auch „eine Herzensneigung Lessings“ zur Jungfer Lorenz besprochen: „Es liegt kein Grund vor, das Gerücht zu bezweifeln [...] aber auch kein Zeugnis für den Wärmegrad und die näheren Umstände.“ Der Jugendzirkel rund um Lessing feierte das hübsche Mädchen als „Verkörperung der Liebe“, Lessings Freund Christlob Mylius bat den Maler Hartmann: „Male mir die Lorenzinn“ und Lessing widmete Maler und Sujet ein schwärmerisches Gedicht:
Das, Maler ist dein Meisterstücke!
Ja, H**, ja; an Anmut reich
sieht dieß Kind meinem Kinde gleich.
Das ist sein Haar; dieß seine Blicke;
Das ist sein Mund; das seine Kinn.
O Freund, o lass dich's nicht verdrüssen,
Und sieh auf jene Seite hin:
Ich muss, ich muss das Bildchen küssen.
Wie zärtlich nimmt's den Kuß nicht an:
Wie Schade, dass es ihn nicht wiedergeben kann.
Die Lorenz kam im Alter von 18 Jahren ans Hofburgtheater, debütierte als Herzogin von Irton in Corneilles Grafen von Essex und wurde rasch zu einer der Stützen des Ensembles. Sie galt als vollendete Darstellerin tragischer Heldinnen und verkörperte eine Reihe von Prinzessinnen und Königinnen – darunter Elisabeth I. von England in der Tragödie Die Gunst der Fürsten von Christian Heinrich Schmidt.
1751 heiratete sie den Schauspieler Joseph Karl Huber (1726–1760) und trat fortan als Christiana Friderica Huberin auf. „Ihre Rollen sind in der Tragödie Königinnen, heftige Heldinnen und erste Mütter, so wie auch im Lustspiele die ersten Mütter und ersten Karakterrollen.“ Sie bearbeitete auch eine Reihe von Stücken, darunter mutmaßlich 1756 Cleveland dritter Theil oder: Die redliche Untreu, ein Trauerspiel in fünf Aufzügen, beruhend auf Abbé Prévosts Le philosophe anglois. Im Jahr 1760 muss sie bereits Kultstatus besessen haben, denn sie wird auf dem Titelblatt des Trauerspiels Das menschliche Leben ist ein Traum als einzige Darstellerin angeführt, der Name des Autors hingegen vergessen.
Als am 9. Juli 1763 im Beisein der kaiserlichen Familie und vor illustrem Publikum der Neubau des zwei Jahre zuvor abgebrannten Kärntnertortheaters eröffnet wurde, gab man ein Vorspiel von Friedrich Wilhelm Weiskern, in dem zwei „Lieblinge des Wiener Theaterpublikums“, Christiane Huber und Gottfried Prehauser, in bedeutenden Rollen mitwirkten. Im Textbuch hieß es: „Die Schaubühne stellet eine Wüsteney von eingefallenen Mauern, und verödeten Bruchstücken vor, welche mit Dornhecken und Distelstauden bewachsen sind.“ Dieser öde Schauplatz vom Anfang des Stückes verwandelte sich auf wundersame Weise in einen herrlichen und prächtig beleuchteten Saal, in dem alle Darsteller und Tänzer des Kärntnertortheaters die glückliche Zukunft ihres Hauses beschworen. Vorher wurde noch ein simpler Stein in das prächtige Kaiserwappen verwandelt. Auf der Liste der „Theatralpersonen“, Untertitel „Der Kais. Königl. privileg. deutschen Schaubühne“, wurde die Schauspielerin – „nach der Zeit ihrer Aufnahme“ – an erster Stelle unter den Darstellerinnen geführt, freilich als „Fr. Huberinn“, wie damals so üblich.
Am 1. Oktober 1768 trat die Schauspielerin als Miss Sara Sampson auf. Allerdings hieß die Aufführung Miss Sara und Sir Sampson, verschwieg Lessings Namen als Urheber und fungierte als Bearbeitung des verstorbenen Ehemannes Joseph Karl Huber, als Neues Bürgerliches Trauerspiel, „aus dem Englischen gezogen“. Und es enthielt einen „Hannswurst, Des Mellefonts Getreuen Bedienten“.
1775 heiratete sie einen Justizbeamten und änderte danach ihren Namen auf Weidner. Im selben Jahr begegnete sie noch ein letztes Mal Gotthold Ephraim Lessing.
Im Jahr 1786 erteilte Kaiser Joseph II. seinem k.k. Kammermaler Joseph Hickel den Auftrag, die bedeutendsten Schauspieler des Hofburgtheaters in ihren Paraderollen zu porträtieren. Es entstanden – unter Mitwirkung von Anton Hickel, des jüngeren Bruders des Hofmalers – 14 Gemälde, die zu den ersten in Österreich gefertigten Bildnissen von Schauspielern zählen. Diese Gemälde wurden in einen Verbindungsgang zwischen der Hofburg und dem Burgtheater, der sogenannten Schauspieler-Galerie, gehängt. Das Bildnis von Christiane Weidner zeigt sie als Königin Elisabeth von England.
Anlässlich ihres 40-jährigen Bühnenjubiläums wurde der Schauspielerin vom Kaiser die Große Goldene Ehrenmedaille verliehen. Sie war das erste Ensemblemitglied des Hofburgtheaters, dem diese Auszeichnung zukam. Im Gesamtregister Theaterreden ist – mit dem Datum 29. April 1794 – eine Abschiedsrede von Christine Friederike Weidner, „verfasst von Schießling“. enthalten.